# Johann Georg Stauffer
Johann Georg Stauffer (també Johann Georg Staufer; 26 de gener de 1778, Viena; 24 de gener de 1853) era un lutier austríac i el constructor més important a Viena del seu temps.

## Biografia
Stauffer va néixer en el suburbi vienès de Weißgerber, era fill de Mathias Stauffer, un peó de Weyregg am Attersee. Va estudiar luteria al taller de Franz Geissenhof. El juny de 1800 va fer el jurament de la ciutadania de Viena i el maig de 1802 es va casar amb Josepha Fischer a Schottenkirche, Viena. Es va fer càrrec del taller d'Ignaz Christian Bartl. Inicialment va construir instruments seguint els models dels mestres de guitarra italians Giovanni Battista Fabricatore i Gaetano Vinaccia, i a poc a poc n'elaborà diverses variants, típiques del seu estil propi.
Entre 1813 i 1814 va sol·licitar la plaça vacant del Tribunal de Lutiers ("Hofgeigenmacher") però Johann Martin Stoss va ser qui la va guanyar. Entre 1830 i 1836 Stauffer va ser també actiu com a editor de música. Va dedicar més temps a les seves invencions, que possiblement és la raó per la qual va començar a teniur greus problemes financers. El 1829 va sol·licitar a l'ajuntament l'avançament de 1.000 florins. Entre el 1831 i el 1832 els seus problemes financers van continuar fins que finalment va ser arrestat pels seus deutes. Ell llavors treballava temporalment al taller del seu fill Johann Anton Stauffer, abans d'establir-se temporalment a Košgel (ara a Eslovàquia). El darrer període de la seva vida el passà a la casa de la caritat St. Marx de Viena, mentre continuava treballant en les seves idees per a la guitarra i altres instruments en un petit taller. Allà va desenvolupar diverses guitarres amb conceptes completament nous (com guitarres amb un cos ovalat i doble fons), sempre etiquetades com a "Segons la darrera millora acústica de Johann Georg Stauffer, fabricat a Viena, Landstrasse 572". El 1853 finalment va morir empobrit, de paràlisi dels pulmons.
Johann Georg Stauffer va tenir tres fills:
- El pianista Franz Stauffer (25 de març de 1803 - després de 1846).
- El lutier i pianista Johann Anton Stauffer (12 de juny de 1805 - 28 d'octubre de 1871), qui es va fer càrrec del taller del seu pare del 1833, però només fins al 1836, a partir de llavors creà el seu propi taller,
- Alois Stauffer (7 de juny de 1806 - 23 de juny de 1806)

## Instruments

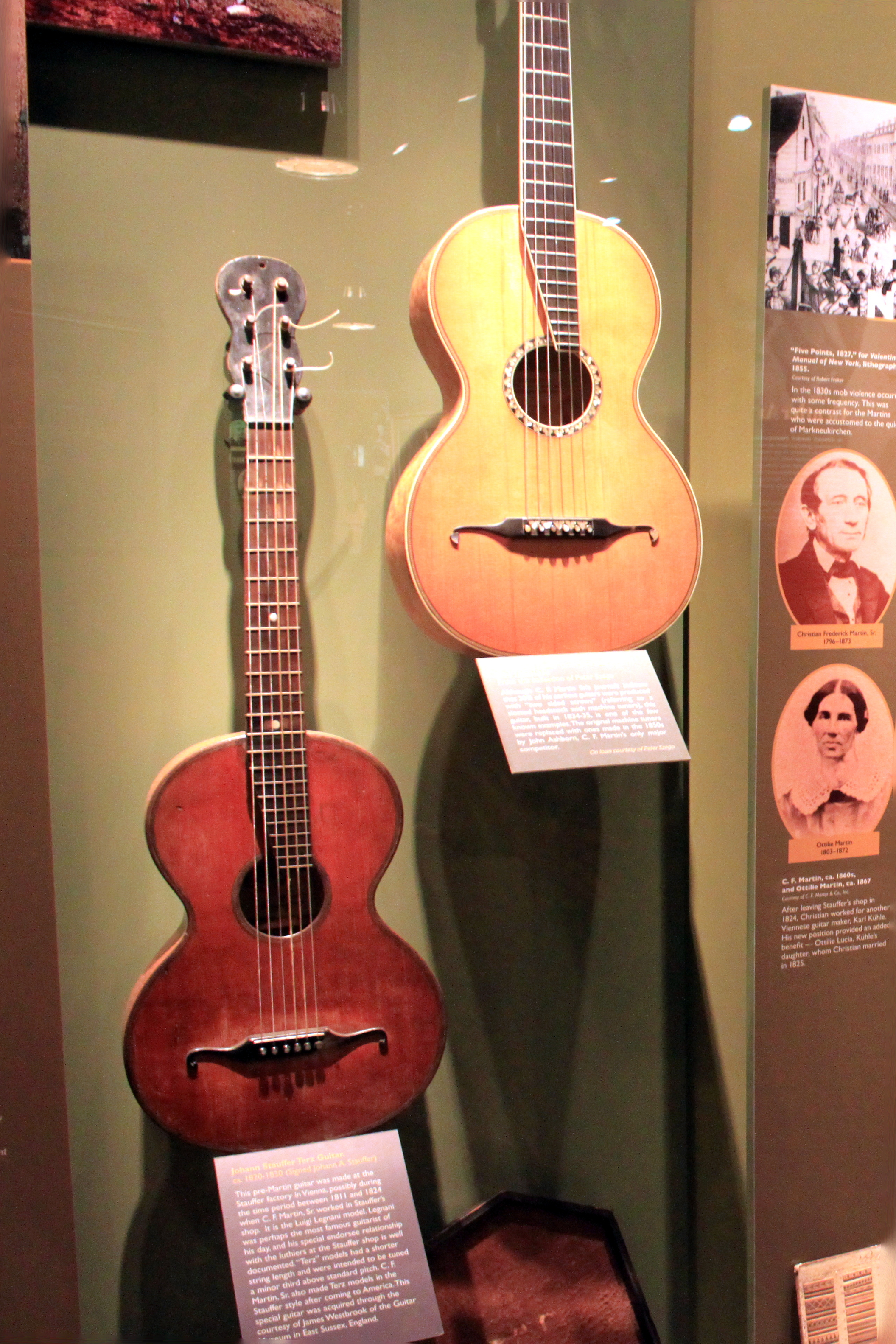
Esquerra: guitarra de Johann Georg Stauffer Terz (c. 1820-30). Dreta: guitarra vienesa d'estil Stauffer feta per Christian Frederick Martin (1834–35)

La "guitarra vienesa" feta per Johann Georg Stauffer és una guitarra de cordes de budell amb un fons corvat, una cintura més estreta i fixadors al pont. El 1822 Stauffer i Johann Ertl van rebre un encàrrec imperial per a millorar la guitarra, enfocada en l'extensió del batedor, posant-lo damunt (no subjectat a) la caixa de ressonància, el desenvolupament de la mecànica del claviller i l'ús de trastos metàl·lics.
Entre 1825 i 1830 els instruments solien tenir un cap amb forma de vuit (similar en forma al cos de la guitarra). El 1825 Stauffer va inventar els caps amb mecànica (anomenats així molt més tard) que consistien en: una placa de metall amb un desplaçament asimètric, amb un mecanisme de vis sense fi muntat damunt la placa, disposats en una sola línia a la part superior del capçal (sis en línia). Aquest cap "Stauffer" i el disseny va ser reproduït pel seu fill Anton i copiat per molts lutiers al segle xix. El cap assimètic rep varis noms com "voluta" (un perfil de voluta de violí), un "cargol" o una "sabatilla persa". Actualment encara es fan caps amb el mecanisme i perfil Stauffer, com són els de l'empresa anglesa Rodgers Tuning Machines. El mecanisme Stauffer ha estat molt utilitzat en el segle xix i a Europa central també, com en el cas de la tamburica.
El 1823 J. G. Stauffer va construir el seu arpeggione, un instrument amb característiques similars a la guitarra i el violoncel. El compositor Franz Schubert (1797-1828), qui també va tenir una guitarra Stauffer, va escriure una sonata per l'arpeggione, un instrument que passà desapercebut. Stauffer també construí guitarres Terz, la contraguitarra, i experimentà amb formes noves del violí. El lutier Peter Teufelsdorfer, establert a la ciutat hongaresa de Pest, es disputà per un temps l'origen d'algunes de les invencions de Stauffer, Teufelsdorfer va dir que ho havia desenvolupat (però que podia haver estat inventat independentment).

## Stauffer I CF Martin

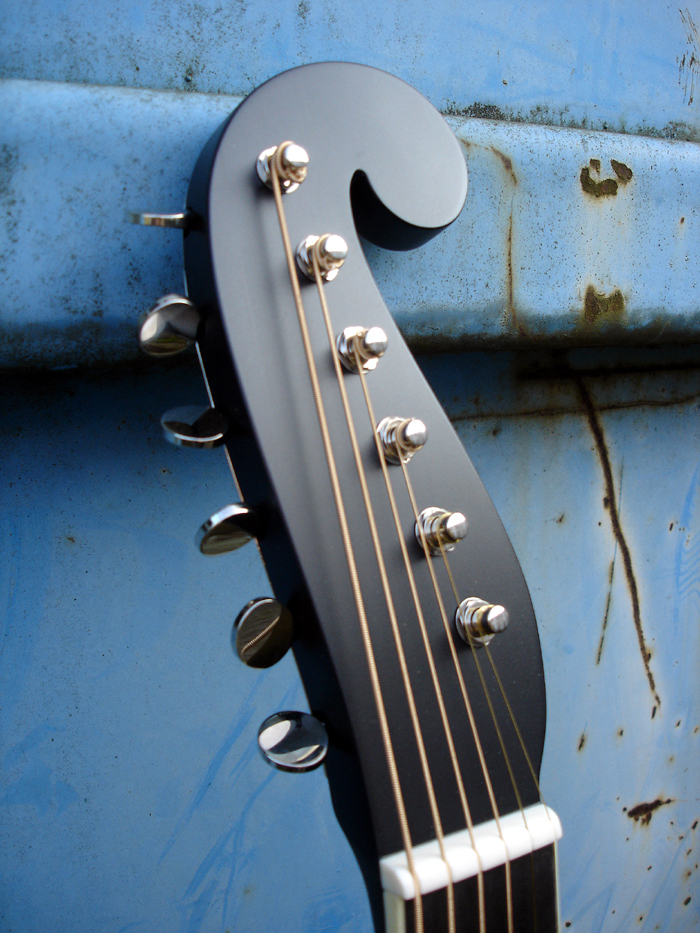
Martin 00 Stauffer 175th

El fundador de Martin Guitars, ChristianFrederick Martin, nascut el 1796 a Markneukirchen, Alemanya, va estudiar primer amb el seu pare, Johann Georg Martin, ebenista. Markneukirchen era un centre de lutiers. Als 15 anys va anar a Viena a completar l'aprenentatge amb Stauffer, tot i que no queden proves d'aquest fet. El 1825, Martin es va casar amb Ottilie Kühle, la filla del fabricant d'arpes vienès Karl Kühle. La seva relació amb Stauffer es refredà aparentment, i Martin va tornar per treballar en el taller del seu pare.
Martin va ser a Viena fins, com a mínim, el 1827, quan tornà a la seva ciutat natal va obrir la seva pròpia botiga. Després d'una disputa llarga amb el Gremi de lutiers, considerant els drets per construir guitarres, va emigrar als Estats Units d'Amèrica, on va introduir el mecanisme desenvolupat per Stauffer. El 2008, en el 175è aniversari de l'empresa de Martin, van construir una guitarra de tribut: la "Martin 00 Stauffer 175th".